# Silnice II/196
Silnice II/196 je silnice II. třídy, která vede z Poběžovic do Meclova. Je dlouhá 6,9 km. Prochází jedním krajem a jedním okresem.

## Vedení silnice

### Plzeňský kraj, okres Domažlice
- Poběžovice (křiž. II/195, III/19514a)
- Zámělíč (křiž. III/1961, III/19522)
- Meclov (křiž. I/26, III/1962, III/19520)